# هجران حسینوا

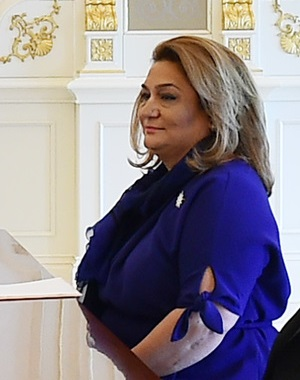
بانوان سیاستمدار

هجران حسینوا (ترکی آذربایجانی: Hicran Hüseynova Kamran qızı; زاده ۱۳ اوت، ۱۹۵۵) بانوی سیاست‌مدار و استاد دانشگاه که رئیس سازمان امور خانواده، زنان و کودکان جمهوری آذربایجان در کابینه ریاست جمهوری الهام علی اف است، وی از سال ۲۰۰۶ که این سازمان تأسیس شد، تاکنون ریاست این نهاد دولتی را برعهده دارد. و از حقوق زنان جمهوری آذربایجان حمایت می‌کند. وی دکترای علوم سیاسی و تاریخ را در کارنامه علمی خود دارد. و از سال ۲۰۰۶ مدیر گروه دیپلماسی و فرایندهای یکپارچه سازی مدرن دانشگاه دولتی باکو را عهده‌دار است.